# Аббат Жюль
«Аббат Жюль» (фр. L’Abbé Jules) — роман французского писателя Октава Мирбо, был опубликован в 1888 году. Последнее издание с предисловием от Пьера Мишель вышло в феврале 2010 года в издательстве «Лаж дом» в Лозанне.

## Кратное содержание
Этот роман — воспоминания истерического священника, который постоянно восстаёт против Римской Церкви и против душного и давящего общества. Он постоянно разрывается между своими сексуальными потребностями и своими стремлениями к Богу.

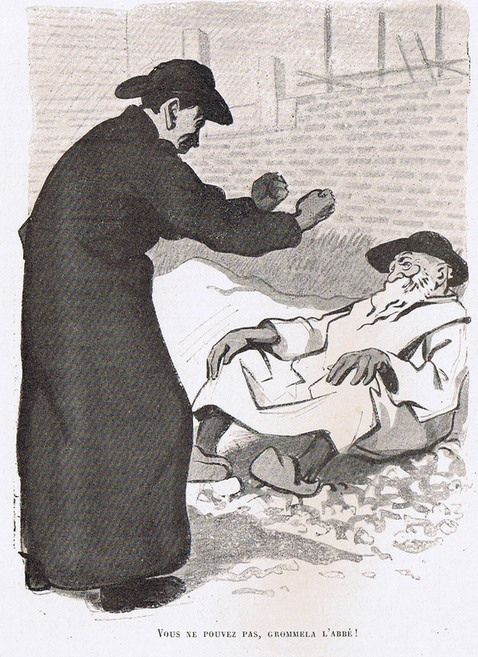
Герман-Пол, Аббат Жюль, 1904

Роман Мирбо происходит в посёлке, похож на Ремалар, где он жил в молодости: там все следят за всеми, и несчастно ограничиваются потребности тела и разума.
Когда Жюль умирает, он богат, и завещает всё тому священнику, который первым оставит священство! Роман оканчивается аутодафе его сундука, наполненного порнографическими книгами и изображениями, то, что свидетельствовало о его сексуальных комплексах и, что символизировало его плохо подавляемое подсознание.

## Критика
Аббат Жюль — похож на дядю Мирбо, который был священником и умер на руках самого Мирбо. Но он также очень похож на самого Мирбо, с его страстями, сомнениями, любовью к чтению и к природе, с его чередующимися состояниями радости и депрессии, тенденцией к розыгрышу, поиском абсолюта. У Аббата Жюля есть и другие идеи Мирбо: его трагическое мировоззрение на поведение человека и метафизический бунт; с его этикой сторонников натуризма и Руссо, с его анархическим восстанием против всех социальных структур : семьи, школы и Церкви, которые он оценивает деспотичными, искажёнными и отчуждёнными. Но автор не желает сделать Аббата Жюля всего лишь глашатаем Мирбо, он также показывает противоречия и недостатки персонажа, который ворует, ведёт себя деспотично и совершает попытку изнасилования.
Акцент на проблеме денег и сексуальном комплексе одноимённого героя может заставить читателя подумать, что роман Аббат Жюль — это роман о нравах в натуралистическом духе о плохом священнике. Но на самом деле главное влияние на Мирбо оказывает произведение Достоевского «Идиот»; где писатель открывает Мирбо роль бессознательного. Поэтому Аббат Жюль был первый французский роман, который нам рассказывает о психологии нашего внутреннего существа.